# N-301
La N-301 es una carretera nacional española que comunica Madrid y Cartagena pasando por las ciudades de Albacete y Murcia. 
Se trata de la carretera nacional que comunica Madrid y el centro de España con Albacete, Alicante, Murcia y Cartagena. Actualmente casi todos los tramos de esta carretera han sido desdoblados y convertidos en autovía (A-31 y A-30), a excepción del tramo Ocaña-La Roda que permanece como carretera nacional paralela a la AP-36, y de los tramos Albacete-Archena, Lorquí-Murcia, Murcia-El Palmar, Lobosillo-Cartagena (este último con el nombre de N-301a); paralelos a la A-30.

## Poblaciones y enlaces importantes
La N-301 comienza en Ocaña,enlazando con la autovía A-4, y principal eje de comunicaciones entre Toledo y Cuenca mediante la N-400. En este punto, la carretera va paralela a la AP-36.
Desciende dirección sureste, cruzando Villatobas, Corral de Almaguer y
Quintanar de la Orden, para entrar a continuación en la provincia de Cuenca por Mota del Cuervo, donde se cruza con la N-420, que se dirige hacia Alcázar de San Juan o La Almarcha.
Sigue su recorrido pasando por localidades como Santa María de Los Llanos, El Pedernoso, Las Pedroñeras o El Provencio.
A continuación se cruza con la  N-310 y la A-43 a medio camino entre Villarrobledo y San Clemente, para pasar a continuación por Minaya. Entrado ya en la provincia de Albacete por La Roda, la nacional pasa a continuar junto a la A-31.
Pasa por La Gineta, donde se cruza con la N-320, y entra en
Albacete, donde se cruza con las nacionales N-322 y N-430.
A continuación abandona la A-31, que se dirige a Almansa, y pasa a servir a la A-30, formándose como vía de servicio o pasando por los municipios de Pozo Cañada, Tobarra, Hellín (donde se cruza con la CM-412) o Cancarix.
Se interna en la Región de Murcia por Cieza, y se dirige a Molina de Segura hasta Murcia, donde se cruza con la N-340 y la A-7. A continuación, se une a la A-30 y, cruzando el Puerto de la Cadena, desciende por Garcerán, Albujón
y Miranda, para cruzarse luego con la AP-7 y entrar en Cartagena, donde finaliza.

## Curiosidades históricas
La N-301, denominada también carretera Ocaña - Cartagena, fue el itinerario escogido por el rey Alfonso XIII y su pequeño séquito de escolta durante toda la noche y madrugada del 14 al 15 de abril de 1931 para abandonar el palacio Real de Madrid y tomar el camino del exilio desde el puerto de Cartagena (Murcia).